# Ямайка на літніх Олімпійських іграх 1980
Ямайка на літніх Олімпійських іграх 1980 в Москві (СРСР) була представлена 18-ма спортсменами (11 чоловіків та 7 жінок) у 2 видах спорту, які вибороли три олімпійських медалі.
Наймолодшим членом команди була легкоатлетка Кеті Реттрей-Вільямс (16 років 348 днів), найстарішим — легкоатлетка Рут Вільямс-Сімпсон (30 років 286 днів).

## Бронза
1. Дон Кверрі — легка атлетика: 200 метрів, чоловіки.
2. Мерлін Отті — легка атлетика: 200 метрів, жінки.
3. Девід Веллер — велоспорт: 1000 метрів, чоловіки.